# Wessex
Wessex var et af de syv store angelsaksiske kongedømmer (Heptarkiet) i middelalderens England. Det havde sit navn fra vestsakserne og lå i det sydlige og sydvestlige England. Det eksisterede fra det 6. århundrede til dannelsen af den engelske nation i det 9. århundrede og fortsatte som jarldømme til 1066.
Fra omkring 829 overtog Wessex rollen som det dominerende angelsaksiske rige fra Mercia, og det er Alfred den Store (død 899), som regnes som den første konge af et forenet England. I 927 sluttede Athelstan af England med at bruge titlen konge af Wessex, og der blev i stedet udnævnt en jarl.
Det gamle kongehus i Wessex brugte kun personnavne, som begyndte med bogstavet C. Den ældste kendte konge er Cerdic, som døde i 551, fulgt af Cynric, Ceawlin, Ceolric, Ceolwulf og Cynegisl, som regerede fra 611 til 641 og havde datteren Cyneberga og sønnerne Cwichelm, Coenwealh og Centwine. Dette fortsatte til 802, da en ny slægt kom på tronen. De havde navne, som begyndte med en vokal: Ecgbeort, Æthelwulf, Æthelbeald, Æthelbeorth, afsluttet med Eadweard (= Edvard Bekenderen). Denne skik deltes af Uppsala-kongerne, som alle havde navne, der begyndte med vokaler: Erik, Olav, Anund og Emund. 

## Jarlen af Wessex
Til forskel fra flere andre angelsaksiske kongedømmer er Wessex ikke bevaret som et administrativt område i nutidens England. Efter at den sidste jarl i middelalderen, Harold Godvinson, døde i slaget ved Hastings, blev titlen ikke brugt før i 1999, da prins Edward blev udnævnt til jarl af Wessex og viscount i forbindelse med, at han giftede sig med Sophie Rhys-Jones.
Alfred den stores barnebarn Ethelstan blev det samlede Englands første fælles konge.